# Nigel Planer
Nigel Planer   (Westminster, 22 de febrer de 1953), és un actor, guionista i novel·lista anglès.

## Biografia
Londinenc de naixement, Nigel Planer va estudiar a la Westminster School a la Sussex University. Els seus primers èxits en el món del teatre es varen forjar interpretant el paper de Ernesto Guevara al musical Evita al West End de la capital britànica. Va ser un dels membres originals del grup The Comic Strip, pioners de la comèdia alternativa al Regne Unit amb qui realitzaren diferents obres.
Va aparèixer amb Peter Richardson com a part del doble acte "The Outer Limits". Planer i Richardson també van escriure la paròdia That's Life! a Not the Nine O'Clock News. Amb Christopher Douglas, va crear el personatge de l'actor parodia "Nicholas Craig", que apareix en llibres, ràdio, televisió i articles així com en directe; inclòs, el 2011, a At Last! L'espectacle de 1981 al Royal Festival Hall, Londres, i el 2022 a Nicholas Craig's Podcom. Planer també és autor de diversos llibres, obres de teatre, obres de ràdio i guions de televisió, així com un petit volum de poesia. Va rebre el títol de Doctor of Arts honorífic de la Edinburgh Napier University el juny de 2011.
El paper però, que el llançaria a l'èxit fou el de Neil Pye a la sèrie de la BBC, Els joves. Igualment, Nigel Planer aconseguiria estar a les llistes d'èxit musical amb una nova versió Hole in My Shoe del grup Traffic que el seguirien diferents propostes musicals que tingueren un èxit menor. Posteriorment, Planer treballaria amb la cantant Liza Goddard a Roll Over Beethoven i es reuniria amb Rik Mayall i Adrian Edmondson, Rick i Vyvyan a Els joves, a Filthy Rich & Catflap a la BBC.
L'any 2003, Planer va interpretar al professor Dumbledore en una paròdia de Harry Potter, Harry Potter and the Secret Chamber Pot of Azerbaidjan. Va aparèixer en un programa de la BBC4 sota la disfressa de Nicholas Craig el 2007, en el qual va ser entrevistat per Mark Lawson.
Entre diferents treballs, cal destacar que va retrobar-se amb Ben Elton amb qui havia treballat als Els joves al musical del West End We Will Rock You basat en el grup Queen.

## Filmografia
- Shine on Harvey Moon
- Els joves (1982-1984)
- Roll Over Beethoven (1983-1984)
- The Comic Strip Presents... (1983-2000)
- Filthy, Rich & Catflap
- King & Castle (1986-1988)
- Blackeyes (1989)
- Frankenstein's Baby (1990)
- The Naked Actor/Masterclass (1991-1992)
- Carry On Columbus (1992)
- The Magic Roundabout
- Two Lumps of Ice
- Bonjour La Classe (1993)
- Sherlock Holmes (1993)
- Let's Get Divorced (1994)
- El vent als salzes (The Wind in the Willows)(1996)
- L'escurçó negre (1983-1989)
- The Lenny Henry Show
- French & Saunders
- The Tube
- Saturday Live Channel 4 Show
- Jonathan Creek.

## Llibres publicats
- The Right Man (2000) ISBN 0-09-927227-X
- Faking It (2003) ISBN 0-09-940986-0